# Johan Koren (Polarforscher)

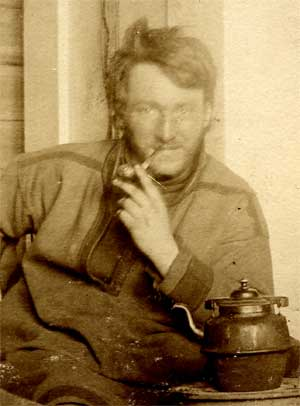
Johan Koren (1903)

Johan Koren (* 4. Oktober 1879 in Fredrikstad, Norwegen; † 3. März 1919 in Wladiwostok, Russland) war ein norwegischer Jäger und Polarforscher.

## Leben

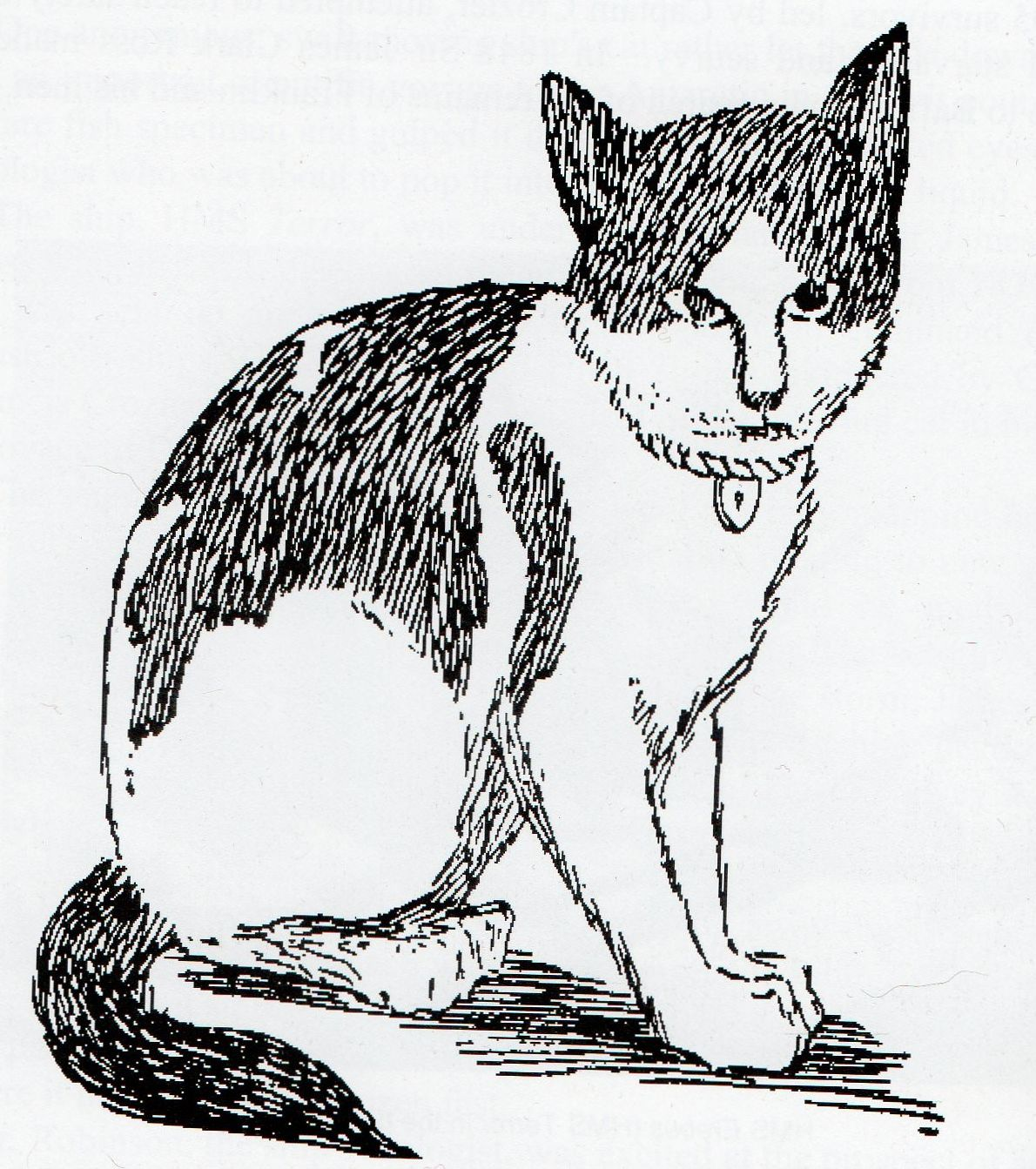
Schiffskatze Nansen (Zeichnung von Johan Koren)

Seine Eltern, der Kapitän und Bankier Fredrik Koren (1846–1891) und dessen Frau Caroline Louise Ramm (1855–1891), starben, als Johan Koren elf Jahre alt war. Er wuchs bei seinem Onkel in Fredrikstad auf und besuchte die Mittelschule. Mit 17 Jahren heuerte er auf der Belgica an und nahm an der von Adrien de Gerlache de Gomery geleiteten belgischen Antarktisexpedition teil, die als erste in der Antarktis überwinterte. Koren hatte die Schiffskatze mit an Bord gebracht, die nach Fridtjof Nansen benannt wurde. Sein Interesse an der Natur ließ Koren zum Assistenten des rumänischen Zoologen Emil Racoviță werden.
Zurück in Norwegen arbeitete Koren als Zeichner am Zoologischen Museum der Universität Christiania. Im Herbst des Jahres 1900 reiste er mit dem Ornithologen Hans Schaanning nach Pasvik in der norwegischen Finnmark. Sie sammelten Eier und Vogelbälge, mit denen sie Museen und Sammler in Norwegen, Finnland und Russland in großem Stil belieferten. Diese einträgliche Tätigkeit setzten sie fort, als sie 1902/1903 auf Kristian Birkelands Nordlichtexpedition als Assistenten Hans Riddervords teilnahmen und auf Nowaja Semlja überwinterten. Die Zusammenarbeit mit Schaanning dauerte bis 1906. Insgesamt verkauften sie in dieser Zeit 52 Schädel, 224 Felle, 1557 Bälge und 2488 Eier.
Für das Zoologische Museum in Christiania nahm Koren 1906 an einer Fahrt auf Henryk Bulls Robbenfänger Cathrine in den Südlichen Ozean teil. Die Bark erlitt Schiffbruch bei der Île de la Possession, einer der Crozet-Inseln. Während Koren und Bull mit neun weiteren Männern auf der Insel blieben, gelang es Kapitän Ree und zwei Männern, mit dem Beiboot nach Australien zu gelangen und Hilfe zu organisieren. Da Koren beim Schiffbruch seine gesamte Ausrüstung verloren hatte, musste er ein Jahr in Australien bleiben, um Geld für seine Rückkehr und eine neue Expedition zu verdienen.
In Begleitung seines Landsmanns Hjalmar Jensen kam er im Frühling 1908 über die Philippinen und Japan nach Kamtschatka, von wo sie an den Anadyr weiterreisten. Bei der Überquerung des Flusses am 8. September kenterte ihr Boot. Jensen ertrank, während Koren von Tschuktschen gerettet wurde. Er begab sich in die Handelsstation der Northeastern Siberian Company und mit dem ersten Schiff zur Überwinterung nach Nome in Alaska. Im folgenden Jahr setzte er mit dem Schoner Teddy Bear über die Ratmanow-Insel zur Tschuktschenhalbinsel über und besuchte die Inseln Idlidlja und Koljutschin. Eine zweite Fahrt führte ihn nach Little Diomede Island. Die Ausbeute der beiden Reisen waren 348 Vögel von 105 Arten und 157 Eier. Mit seinen Sammlungen ostasiatischer Vögel stieß er in den USA auf großes Interesse. Koren knüpfte geschäftliche Kontakte zu den Eigentümern privater ornithologischer Sammlungen wie John Lewis Childs (1856–1921), John Eliot Thayer (1862–1933) und Louis B. Bishop (1865–1950). Thayer finanzierte die John Е. Thayer Expedition of 1910–1911 mit dem Schoner Kittiwake. Das Schiff wurde aber in einem Sturm beschädigt und musste nach Seattle zurückkehren. 1911 fuhr Koren mit der Kittiwake über die Beringstraße und folgte der Nordküste der Tschuktschenhalbinsel bis zur Mündung der Kolyma, wo er sich entschied, den Weg flussaufwärts nach Nischnekolymsk fortzusetzen und dort zu überwintern. Die Rückfahrt im folgenden Jahr ging wegen eines Mangels an Kohle nur schleppend voran. Die Beringstraße wurde nicht erreicht, das Schiff wurde von Eis eingeschlossen und sank am 4. Oktober 1912 in der Nähe von Kap Serdze-Kamen. Es gelang Koren aber, den größten Teil seiner Jagdbeute zu retten. Er verbrachte den Winter auf der Ratmanow-Insel und ging im März zu Fuß über das Eis nach Alaska. 1913 sammelte er hauptsächlich auf der Seward-Halbinsel Alaskas. Mit der Unterstützung einiger amerikanischer Museen führte Koren 1914/15 eine eigene Expedition nach Tschukotka aus, die jedoch an Unterfinanzierung und ernsten Differenzen zwischen den Teilnehmern litt. Durch Erfrierungen an beiden Händen büßte Koren mehrere Finger ein. Er blieb bis zum Herbst 1917 in Nischnekolymsk, wo er mit der Russin Jefimja Nikolajewna Rebrowa († 1937) und deren Kind zusammenlebte. Er beschäftigte sich jetzt auch mit dem Pelzhandel. In den Wirren nach der Oktoberrevolution ließ er sich von der Pelzhandelsfirma Youroveta Home & Foreign Trade Co. anstellen. Auf einer Bahnfahrt von Irkutsk nach Wladiwostok erkrankte Koren an der Spanischen Grippe. Er starb am 3. März 1919 im Krankenhaus des Amerikanischen Roten Kreuzes auf der Insel Russki. Er wurde auf dem Pokrowski-Friedhof bestattet.

## Leistung
Obwohl er kein studierter Zoologe war, gilt Johan Koren als bedeutender Erforscher der Avifauna Nordeuropas sowie Nordostasiens und Alaskas. Er leistete wichtige Beiträge zur Kenntnis der Vogelwelt der Tschuktschenhalbinsel und des Gebiets am Unterlauf der Kolyma. Anerkannt sind auch seine Beiträge zur Erforschung der Säugetiere in dieser Region. Koren war am Anfang des 20. Jahrhunderts in Norwegen und den USA bekannt aus zahlreichen wissenschaftlichen Artikeln, die sich mit den von ihm gesammelten Tieren beschäftigten.
Heute befinden sich über 1600 Sammlungsstücke Korens aus der Zeit von 1909 bis 1918 in 16 Museen weltweit. Die meisten besitzt das Museum of Comparative Zoology der Harvard University in Cambridge, gefolgt vom Field Museum of Natural History in Chicago und dem Naturhistorisk Museum der Universität Oslo.

## Ehrung
Das von der Republik Sacha im Jahr 1995 eingerichtete Naturschutzgebiet im Kolymadelta mit einer Fläche von 208.628 ha trägt zu Ehren Johan Korens den Namen „Kolyma-Koren“.

## Schriften
- Blandt Tschucktserlandets beboere. In: Det Norske Geografiske Selskabs Aarbog 20, 1909, S. 18–25.
- Collecting on Tchonkotsk Peninsula. In: The Warbler 6, 1910, S. 2–16.
- A collecting trip to the Little Diomede Island. In: The Warbler 7, 1913, S. 15–19.
- Fra det nordøstlige Sibirien. In: Naturen 38, 1914, S. 186–190.